# Kopki (Rudnik nad Sanem)
Kopki – część miasta Rudnik nad Sanem, do 1964 część wsi Kopki. Leżą na południowy wschód od centrum miasta, w okolicy ul. Ogrodowej.

## Historia
Dawniej przysiółek wsi Kopki w gminie jednostkowej Kopki w powiecie niżańskim, za II RP w woј. lwowskim. W 1934 w nowo utworzonej zbiorowej gminie Rudnik, gdzie weszły w skład nowo utworzonej gromady Pławo.
Podczas II wojny światowej w gminie Rudnik w powiecie Jaroslau w dystrykcie krakowskim (Generalne Gubernatorstwo).
Po wojnie znów w gminie Rudnik w powiecie niżańskim w województwie rzeszowskim. 5 października 1954 włączona do gromady Kopki.
1 stycznia 1965 wyłączone z gromady Kopki (58 ha) i włączone do Rudnika.